# Budyně
Budyně (en allemand : Budin) est une commune du district de Strakonice, dans la région de Bohême-du-Sud, en République tchèque. Sa population s'élevait à 45 habitants en 2020.

## Géographie
Budyně se trouve à 18 km au sud-est de Strakonice, à 36 km au nord-ouest de České Budějovice et à 107 km au sud-sud-ouest de Prague.
La commune est limitée par Bílsko au nord, par Bavorov à l'est et au sud, et par Krajníčko et Měkynec à l'ouest.

## Histoire
La première mention écrite du village date de 1334.

## Transports
Par la route, Budyně se trouve à 10,5 km de Vodňany, à 22,5 km de Strakonice, à 41 km de České Budějovice et à 148 km de Prague.